# Berlin-Wartenberg
Wartenberg is een voormalig dorp in het noordoosten van Berlijn dat tegenwoordig een stadsdeel van het district Lichtenberg is. Het relatief dunbevolkte stadsdeel telt 2250 inwoners en ligt aan de rand van het nieuwbouwgebied Hohenschönhausen, dat tot 2002 deels binnen de grenzen van Wartenberg lag. Sindsdien zijn alle nieuwbouwwijken samengevoegd in het stadsdeel Neu-Hohenschönhausen. In het dagelijkse spraakgebruik verwijst nog steeds meestal naar het voormalig Wartenbergse deel van Hohenschönhausen.

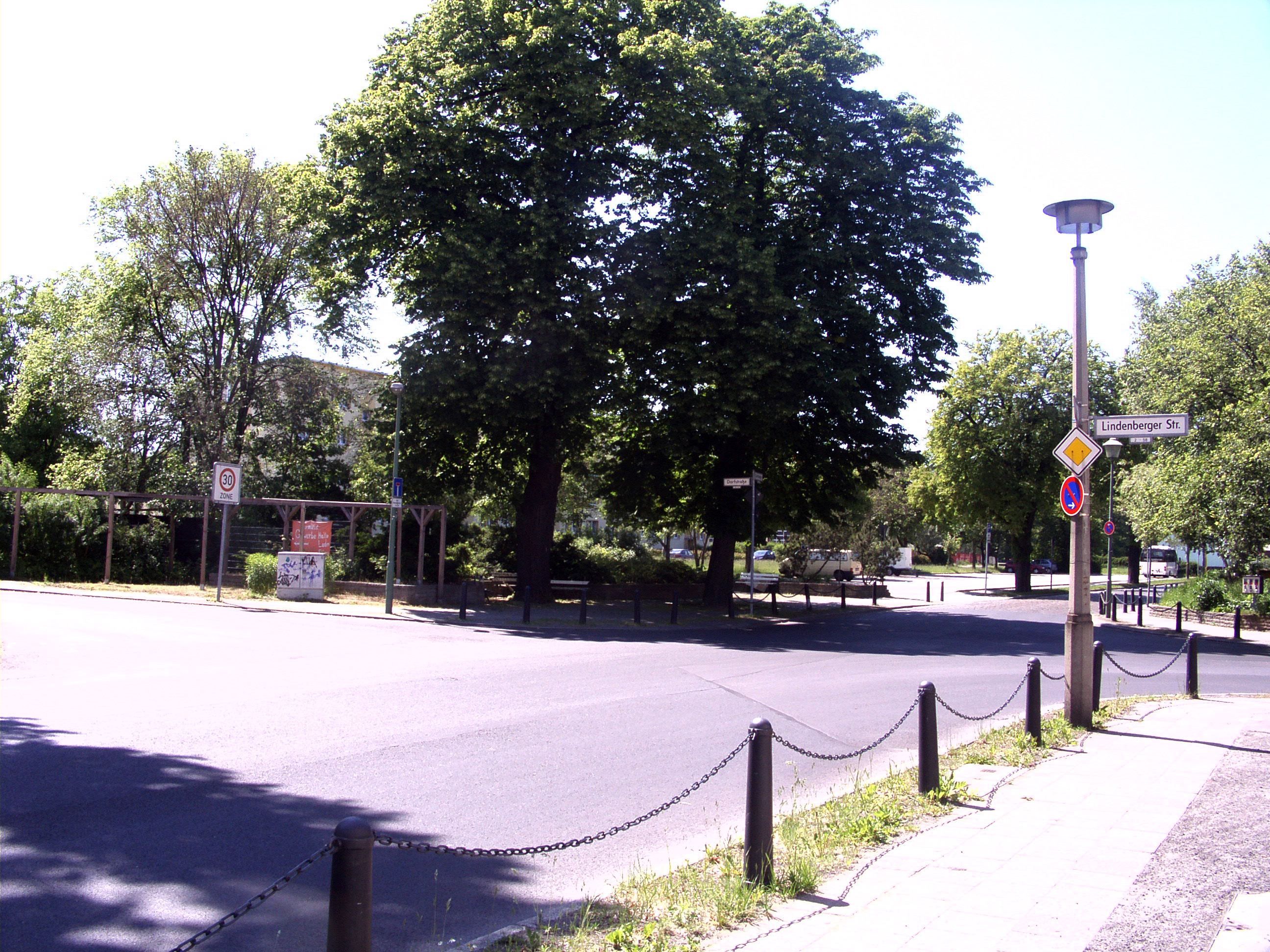
Straten in de oude dorpskern

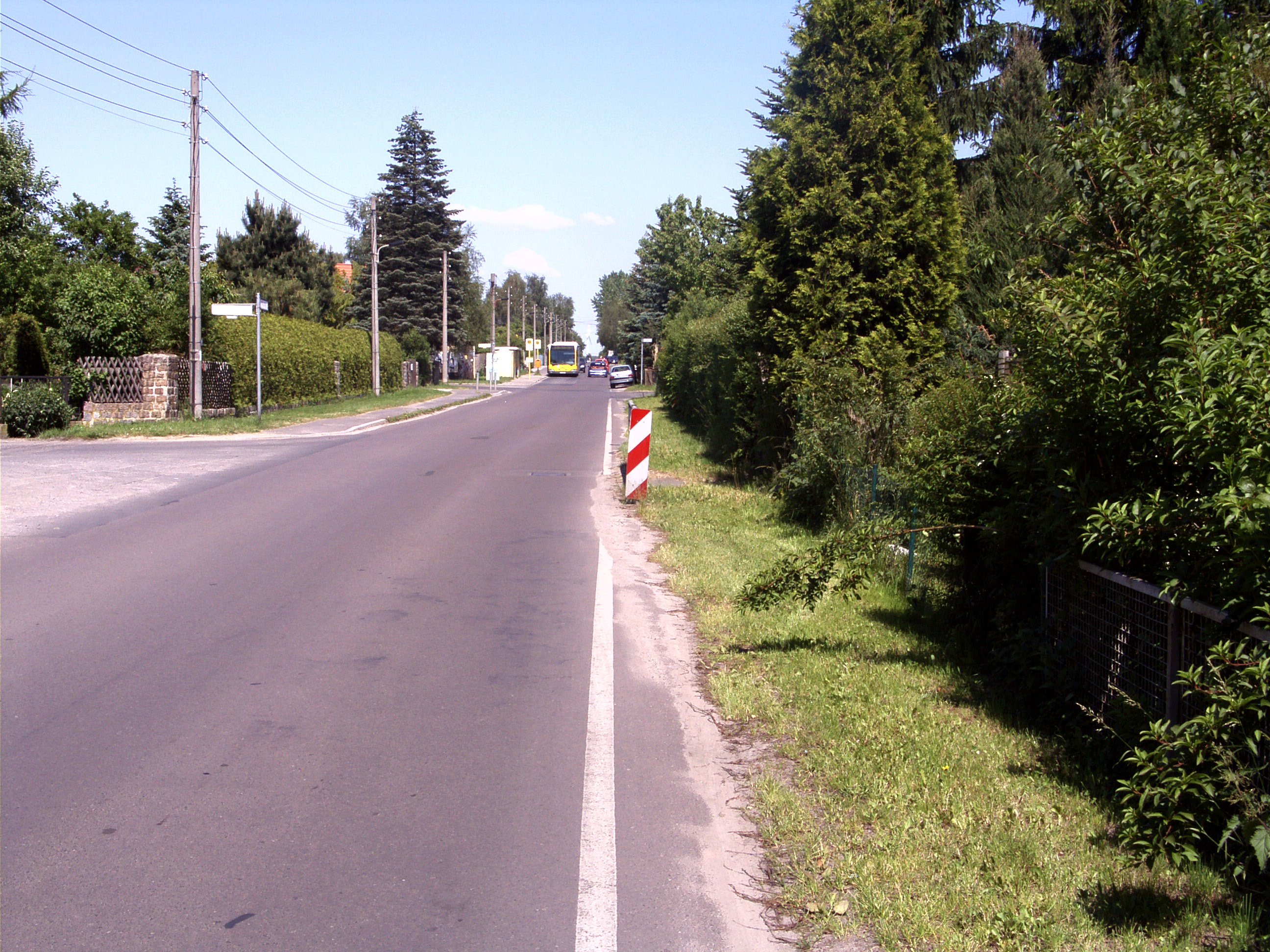
Siedlung Wartenberg

Wartenberg ontstond in de 13e eeuw als brinkdorp, waarvan er in Barnim vele te vinden zijn. De naam Wartenberg duikt voor het eerst op in een oorkonde uit 1270, waarin sprake is van een zekere Bernhardus de Wardenberge. Het dorp zelf wordt voor het eerst vermeld in het landboek van keizer Karel IV uit 1375. In de loop der eeuwen was Wartenberg in het bezit van meerdere adellijke families, totdat de stad Berlijn de heerlijkheid in 1882 kocht. Net als in onder meer Blankenfelde, Malchow en Falkenberg werden er vloeivelden voor de zuivering van het afvalwater van de Duitse hoofdstad aangelegd. In 1920 volgde de annexatie van het dorp door Groot-Berlijn en werd Wartenberg deel van het Berlijnse district Weißensee. In de nadagen van de Tweede Wereldoorlog blies de Wehrmacht de dertiende-eeuwse dorpskerk op, daar deze als oriëntatiepunt voor het oprukkende Rode Leger zou kunnen dienen. Op 21 april 1945 bereikten de Sovjettroepen desondanks het dorp. Vanwege de ontwikkeling van een grootschalig nieuwbouwgebied, dat zich deels over het grondgebied van Wartenberg uitstrekte, werd in 1985 het nieuwe district Hohenschönhausen ingesteld, waarvan Wartenberg voortaan deel van zou uitmaken. In 2001 ging dit district op in Lichtenberg.
De oude dorpskern van Wartenberg, die onder de bescherming van monumentenzorg staat, ligt letterlijk in de schaduw van de hoogbouw van Hohenschönhausen. Desondanks is het dorpse karakter enigszins behouden gebleven en zijn er nog oude boerderijen te vinden. Ten noordoosten van het eigenlijke dorp, tegen de grens met Brandenburg, ligt de Siedlung Wartenberg, een eveneens door kleinschalige laagbouw gekarakteriseerde wijk. Tussen beide woonkernen liggen open velden. De belangrijkste straten van het stadsdeel zijn de Dorfstraße, in de oude kern, de Lindenberger Straße, naar het Brandenburgse dorp Lindenberg, en de Birkholzer Weg naar de Siedlung Wartenberg. Een aantal buslijnen verbindt Wartenberg met Lichtenberg, Hohenschönhausen en het Brandenburgse district Barnim. Het S-Bahnstation Wartenberg, eindpunt van lijn S75, ligt net buiten de grenzen van het stadsdeel in Neu-Hohenschönhausen.
Alt-Hohenschönhausen ·
Falkenberg ·
Fennpfuhl ·
Friedrichsfelde ·
Karlshorst ·
Lichtenberg ·
Malchow ·
Neu-Hohenschönhausen ·
Rummelsburg ·
Wartenberg